# Едуард Кокојти
Едуард Џабејевич Кокојти (осет. Кокойты Джабейы фырт Эдуард, рус. Эдуа́рд Джабе́евич Коко́йты; рођен 31. октобра 1964. у Цхинвалију) је јужноосетијски политичар и бивши председник Јужне Осетије (2001-2011), коју су међународно признале 5 државе (Русија, Никарагва, Венецуела, Тувалу и Науру). Овај политичар је проруски оријентисан и залаже се за уједињење Јужне и Северне Осетије у оквиру Руске Федерације.
Рођен је 31. октобра 1964. године у Цхинвалију. Завршио је средњу школу Бр. 5. Године 1980. постао је првак Грузијске ССР у слободном рвању. Од 1983. до 1985. године је служио војску у Совјетској армији. Потом је учио на Јужноосетијском педагошком институту (рус. Юго-Осетинский педагогический институт) који је завршио 1988. године са звањем предавача физичке културе. На институту је изабран за секретара Комсомола (Комунистички савез младих) после чега је радио у структурама Комсомла.
За време Грузијско-осетијског рата (1990—1991) основао је и предводио војни одред заштитника Осетије који је ушао у састав војних трупа Гри Кочијева.
Од 1990. до 1993. године био је посланик у парламенту Јужне Осетије.
Године 1997. је указом првог председника Јужне Осетије - Људвиг Чибировa (рус. Людвиг Александрович Чибиров) постао је трговачки представник Јужне Осетије у Русији. Од 1999. до 2001. године радио је као помоћник депутата Антолија Чехова у државној думи Руске Федерације.
На изборима одржаним у новембру-децембру 2001. године изабран је за председника Јужне Осетије. У првом кругу избора одржаних 18. новембра 2001. године освојио је 45% гласова, Станислав Кочијев је имао 24% а Људвиг Чубрилов 21%. У другом кругу избора, одржаном 6. децембра освојио је 53% гласова док је Станислав Кочијев имао 40% гласова. За председника је проглашен 18. децембра.
Кокојтијева победа је била неочекивана. Он је победу у великој мери могао да захвали подршци породице Тедејев, једне од најутицајнијих јужноосетијских породица. Када је Кокојти постао председник породица Тедејев је добила право да управља наплатом путарина на Транскавказком ауто-путу који представља главну руту за трговину између Русије и Јужне Осетије. У улу 2003. дошло је до разлаза између Кокојтија и породице Тедејев. Специјалне јединице су заједно са Кокојтијевом личном гардом 1. јула 2003. године опколиле зграду у којој је смештено цело руководство за безбедност и разоружале сва наоружана лица која су била запослена у министарству одбране, безбедности и правде. Сутрадан су отпуштени секретар безбедносног савета, одбране, безбедности и правде.
Кокојти је реизабран за председника 12. новембра 2006. године освојивши 96% гласова.
Ожењен је и има три сина.

## Одликовања
- Орден Републике (Придњестровље, 2006)[2]